# Natação nos Jogos Pan-Americanos de 2019 - 50 m livre feminino
As competições dos 50 metros livre feminino da natação nos Jogos Pan-Americanos de 2019 foram realizadas em 9 de agosto no Centro Aquático Nacional, em Lima, no Peru. 

## Calendário
Horário local (UTC-5).
| Data        | Horário | Fase          |
| ----------- | ------- | ------------- |
| 9 de agosto | 11:00   | Eliminatórias |
| 9 de agosto | 20:30   | Final B       |
| 9 de agosto | 20:30   | Final A       |

## Medalhistas
| Ouro   | BRA Etiene Medeiros |
| Prata  | USA Margo Geer      |
| Bronze | USA Madison Kennedy |

## Recordes
Antes desta competição, os recordes mundiais e pan-americanos da prova eram os seguintes:
| Tipo                             | Atleta                         | Tempo | Local     | Data                |
| -------------------------------- | ------------------------------ | ----- | --------- | ------------------- |
|                                  | SWE Sarah Sjöström             | 23s67 | Budapeste | 29 de julho de 2017 |
| Recorde dos Jogos Pan-Americanos | BAH Arianna Vanderpool-Wallace | 24s31 | Toronto   | 17 de julho de 2015 |

## Resultados

### Eliminatórias
A eliminatória foi realizada em 9 de agosto. 
| Pos. | Bateria | Raia | Nadador                  | Nacionalidade                | Tempo | Notas |
| ---- | ------- | ---- | ------------------------ | ---------------------------- | ----- | ----- |
| 1    | 2       | 4    | Madison Kennedy          | USA Estados Unidos           | 25.46 | QA    |
| 2    | 4       | 5    | Lorrane Ferreira         | BRA Brasil                   | 25.50 | QA    |
| 3    | 3       | 4    | Margo Geer               | USA Estados Unidos           | 25.51 | QA    |
| 4    | 4       | 4    | Etiene Medeiros          | BRA Brasil                   | 25.53 | QA    |
| 5    | 2       | 3    | Karen Torrez             | BOL Bolívia                  | 25.72 | QA    |
| 6    | 2       | 5    | Kyla Leibel              | CAN Canadá                   | 25.77 | QA    |
| 7    | 2       | 6    | Alyson Ackman            | CAN Canadá                   | 25.78 | QA    |
| 8    | 3       | 5    | Isabella Arcila          | COL Colômbia                 | 25.83 | QA    |
| 9    | 4       | 6    | Allyson Ponson           | ARU Aruba                    | 25.90 | QB    |
| 10   | 3       | 3    | Jeserik Pinto            | VEN Venezuela                | 26.12 | QB    |
| 11   | 3       | 2    | Anicka Delgado           | ECU Equador                  | 26.36 | QB    |
| 12   | 3       | 6    | Vanessa García           | PUR Porto Rico               | 26.54 | QB    |
| 13   | 2       | 7    | Julimar Avila            | HON Honduras                 | 26.69 | QB,   |
| 14   | 4       | 3    | Sirena Rowe              | COL Colômbia                 | 26.72 | WD    |
| 15   | 4       | 2    | Madelyn Moore            | BER Bermudas                 | 26.79 | QB    |
| 16   | 2       | 2    | Catherine Cooper         | PAN Panamá                   | 26.81 | QB    |
| 17   | 3       | 1    | Ariel Weech              | BAH Bahamas                  | 26.84 | QB    |
| 18   | 4       | 8    | Inés Marín               | CHI Chile                    | 26.90 | DES   |
| 18   | 4       | 7    | Emily MacDonald          | JAM Jamaica                  | 26.90 | DES   |
| 20   | 2       | 1    | Rafaela Fernandini       | PER Peru                     | 27.05 |       |
| 21   | 3       | 7    | Lauren Hew               | CAY Ilhas Cayman             | 27.13 |       |
| 22   | 2       | 8    | Inés Remersaro           | URU Uruguai                  | 27.55 |       |
| 23   | 4       | 1    | María Mejia              | GUA Guatemala                | 27.56 |       |
| 23   | 1       | 4    | Alexia Sotomayor         | PER Peru                     | 27.56 |       |
| 25   | 3       | 8    | Maria Gabriela Hernandez | NCA Nicarágua                | 27.74 |       |
| 26   | 1       | 5    | Kimberly Ince            | GRN Granada                  | 28.72 |       |
| 27   | 1       | 6    | Nikita Fiedtkou          | GUY Guiana                   | 29.24 |       |
| 28   | 1       | 2    | Bianca Mitchell          | ANT Antígua e Barbuda        | 29.30 |       |
| 29   | 1       | 3    | Mya de Freitas           | VIN São Vicente e Granadinas | 29.57 |       |

### Desempate
O desempate foi realizado entre Inés Marín e Emily MacDonald. 
| Pos. | Raia | Nadador         | Nacionalidade | Tempo | Notas |
| ---- | ---- | --------------- | ------------- | ----- | ----- |
| 18   | 5    | Emily MacDonald | JAM Jamaica   | 27.16 |       |
| 19   | 4    | Inés Marín      | CHI Chile     | 27.28 |       |

### Final B
A final B foi realizada em 9 de agosto. 
| Pos. | Raia | Nadador          | Nacionalidade  | Tempo | Notas |
| ---- | ---- | ---------------- | -------------- | ----- | ----- |
| 9    | 5    | Jeserik Pinto    | VEN Venezuela  | 26.08 |       |
| 10   | 3    | Anicka Delgado   | ECU Equador    | 26.14 |       |
| 11   | 4    | Allyson Ponson   | ARU Aruba      | 26.19 |       |
| 12   | 6    | Vanessa García   | PUR Porto Rico | 26.43 |       |
| 13   | 8    | Ariel Weech      | BAH Bahamas    | 26.48 |       |
| 14   | 7    | Madelyn Moore    | BER Bermudas   | 26.52 |       |
| 15   | 2    | Julimar Avila    | HON Honduras   | 26.91 |       |
| 16   | 1    | Catherine Cooper | PAN Panamá     | 27.01 |       |

### Final A
A final A foi realizada em 9 de agosto. 
| Pos.              | Raia | Nadador          | Nacionalidade      | Tempo | Notas |
| ----------------- | ---- | ---------------- | ------------------ | ----- | ----- |
| Medalha de ouro   | 6    | Etiene Medeiros  | BRA Brasil         | 24.88 |       |
| Medalha de prata  | 3    | Margo Geer       | USA Estados Unidos | 25.03 |       |
| Medalha de bronze | 4    | Madison Kennedy  | USA Estados Unidos | 25.14 |       |
| 4                 | 7    | Kyla Leibel      | CAN Canadá         | 25.52 |       |
| 4                 | 5    | Lorrane Ferreira | BRA Brasil         | 25.52 |       |
| 6                 | 2    | Karen Torrez     | BOL Bolívia        | 25.56 |       |
| 7                 | 8    | Isabella Arcila  | COL Colômbia       | 25.61 |       |
| 8                 | 1    | Alyson Ackman    | CAN Canadá         | 25.87 |       |

Legenda
| Recorde mundial                  | Recorde mundial (World record)               |                       | Recorde africano                      | Recorde africano (African) |                                           | Q | Classificado por posição (Qualified) |
| Recorde dos Jogos Pan-Americanos | Recorde pan-americano (Pan-American record)  | Recorde da América    | Recorde da América (Americas)         | q                          | Classificado por melhor tempo (Qualified) |   |                                      |
| Melhor marca do ano              | Melhor marca do ano (World leading)          | Recorde asiático      | Recorde asiático (Asian)              | DNS                        | Não largou (Did not start)                |   |                                      |
| Recorde nacional                 | Recorde nacional (National record)           | Recorde europeu       | Recorde europeu (European)            | DNF                        | Não terminou (Did not finish)             |   |                                      |
| Recorde pessoal                  | Recorde pessoal do atleta (Personal best)    | Recorde da Oceania    | Recorde da Oceania (Oceania)          | DSQ / DQ                   | Desclassificado (Disqualified)            |   |                                      |
| Recorde da temporada             | Recorde da temporada do atleta (Season best) | Recorde sul-americano | Recorde sul-americano (South America) | NM                         | Sem marca (No mark)                       |   |                                      |